# جام باشگاه‌های جهان ۲۰۰۹
جام باشگاه‌های جهان ۲۰۰۹ (با نام رسمی جام باشگاه‌های جهان امارات متحده عربی ۲۰۰۹ که توسط تویوتا حمایت مالی شد) یک تورنمنت فوتبال بود که از ۹ تا ۱۹ دسامبر ۲۰۰۹ در امارات متحده عربی برگزار شد. این ششمین دوره جام باشگاه‌های جهان بود، مسابقاتی که توسط فیفا برای برندگان برتر مسابقات باشگاهی قاره ای هر کنفدراسیون سازماندهی شد.
منچستر یونایتد، مدافع عنوان قهرمانی، جواز حضور در فینال لیگ قهرمانان اروپا ۲۰۰۹ را به بارسلونا باخت، که برای اولین بار قهرمان جام باشگاه‌های جهان شد، پس از اینکه در نیمه نهایی تیم مکزیکی آتلانتی را شکست داد، و همین کار را در برابر استودیانتس، نماینده آمریکای جنوبی، در فینال، با پیروزی ۲–۱ پس از وقت اضافه انجام داد. مائورو بوسلی در دقیقه ۳۷ استودیانتس را پیش انداخت، اما پدرو در یک دقیقه مانده به زمان عادی بازی را به تساوی کشاند تا اینکه لیونل مسی پنج دقیقه بعد از نیمه دوم وقت اضافه گل پیروزی را به ثمر رساند.
این برد بارسلونا را به اولین تیم اسپانیایی تبدیل کرد که قهرمان جام باشگاه‌های جهان شد و همچنین به این معنی بود که آنها در سال ۲۰۰۹ در ۶ تورنمنت پیروز شدند و رکورد اروپایی لیورپول با ۵ جام در سال ۲۰۰۱ را شکستند.

## انتخاب میزبان
در ۱۳ اوت ۲۰۰۷، فیفا اعلام کرد که یک مناقصه آزاد برای روند مناقصه برای مسابقات ۲۰۰۹ در نوامبر ۲۰۰۷ افتتاح خواهد شد. کمیته اجرایی فیفا، امارات متحده عربی را به عنوان میزبان مسابقات ۲۰۰۹ و ۲۰۱۰ در ۲۷ مه ۲۰۰۸ طی نشست آنها در سیدنی، استرالیا منصوب کرد. استرالیا، ژاپن و پرتغال نیز برای میزبانی مسابقات پیشنهاد دادند، اما پرتغال بعداً کنار رفت.

## تیم‌های حاضر
| تیم                          | کنفدراسیون         | صلاحیت                                    | حضور               |
| ورود در نیمه نهایی           | ورود در نیمه نهایی | ورود در نیمه نهایی                        | ورود در نیمه نهایی |
| ---------------------------- | ------------------ | ----------------------------------------- | ------------------ |
| استودیانتس                   | کونمبول            | قهرمان جام لیبرتادورس ۲۰۰۹                | اولین              |
| بارسلونا                     | یوفا               | قهرمان لیگ قهرمانان اروپا ۰۹–۲۰۰۸         | دومین (قبلی: ۲۰۰۶) |
| ورود در یک‌چهارم نهایی        |                    |                                           |                    |
| آتلانتی                      | کونکاکاف           | قهرمان لیگ قهرمانان کونکاکاف ۰۹–۲۰۰۸      | اولین              |
| پوهانگ استیلرز               | ای‌اف‌سی             | قهرمان لیگ قهرمانان آسیا ۲۰۰۹             | اولین              |
| تی‌پی مازمبه                  | کاف                | قهرمان لیگ قهرمانان آفریقا ۲۰۰۹           | اولین              |
| ورود در پلی آف یک‌چهارم نهایی |                    |                                           |                    |
| الاهلی                       | ای‌اف‌سی (میزبان)    | قهرمان لیگ برتر امارات متحده عربی ۰۹–۲۰۰۸ | اولین              |
| اوکلند سیتی                  | اواف‌سی             | قهرمان لیگ قهرمانان اقیانوسیه ۰۹–۲۰۰۸     | دومین (قبلی: ۲۰۰۷) |

## ورزشگاه‌ها

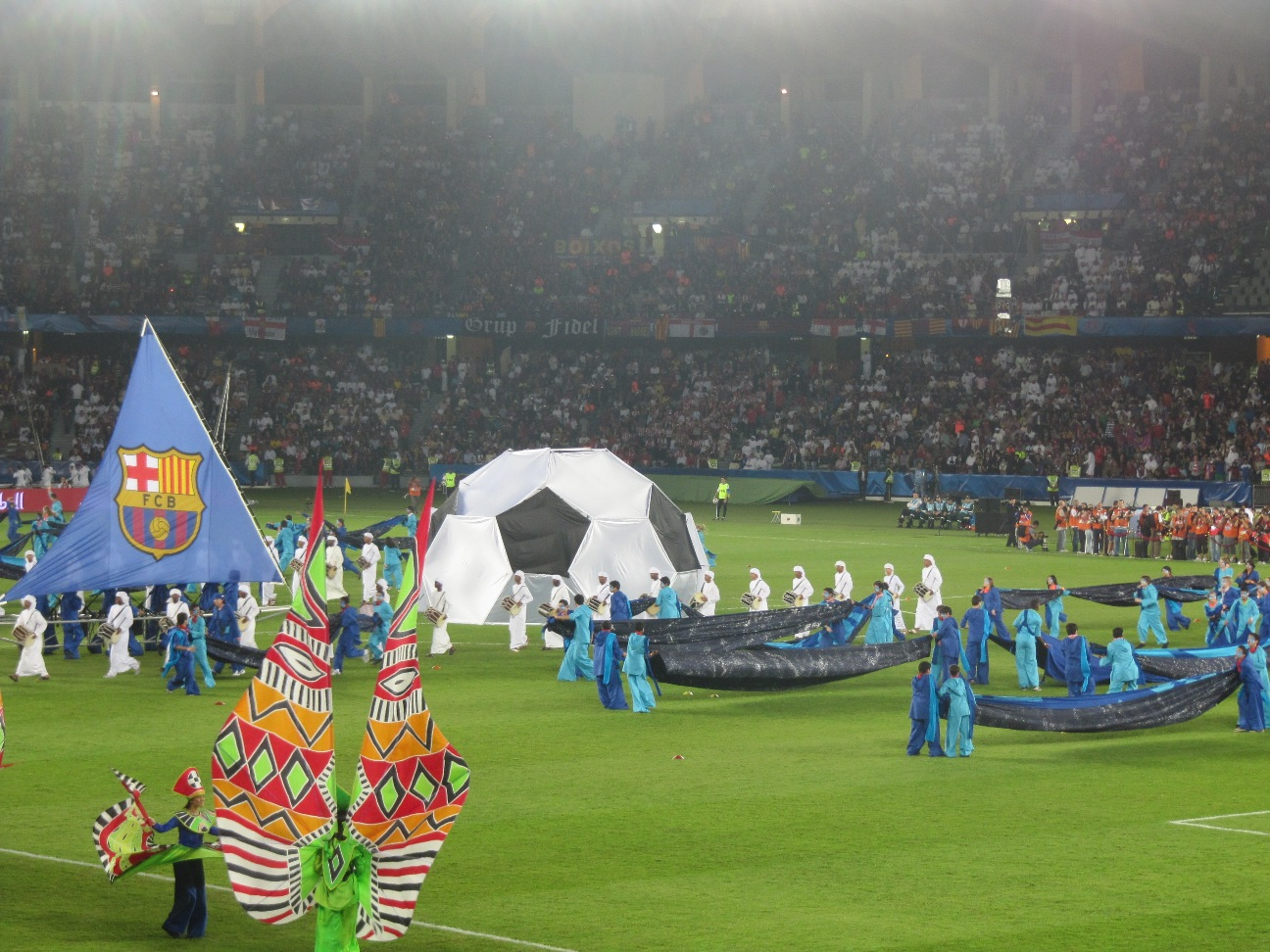
مراسم اختتامیه مسابقات

تمام مسابقات در ابوظبی برگزار شد، سه مسابقه در ورزشگاه محمد بن زاید و پنج مسابقه در ورزشگاه شهر ورزشی زاید، از جمله فینال و پلی آف برای مقام سوم و پنجم.
| ابوظبی                                                                      | ابوظبی                                                                  |
| --------------------------------------------------------------------------- | ----------------------------------------------------------------------- |
| ورزشگاه محمد بن زاید                                                        | ورزشگاه شهر ورزشی زاید                                                  |
| ۲۴°۲۷′۰۹٫۹۵″ شمالی ۵۴°۲۳′۳۱٫۲۷″ شرقی / ۲۴٫۴۵۲۷۶۳۹°شمالی ۵۴٫۳۹۲۰۱۹۴°شرقی     | ۲۴°۲۴′۵۷٫۹۲″ شمالی ۵۴°۲۷′۱۲٫۹۳″ شرقی / ۲۴٫۴۱۶۰۸۸۹°شمالی ۵۴٫۴۵۳۵۹۱۷°شرقی |
| گنجایش: ۴۲٬۰۵۶                                                              | گنجایش: ۵۰٬۰۰۰                                                          |
|                                                                             |                                                                         |
| ابوظبی (م.ب.ز.)ابوظبی (ش.و.ز.)جام باشگاه‌های جهان ۲۰۰۹ (امارات متحده عربی) · |                                                                         |

## توپ مسابقه
آدیداس جابولانی، توپ رسمی مسابقات جام جهانی فوتبال ۲۰۱۰، به عنوان توپ مسابقه جام باشگاه‌های جهان ۲۰۰۹ عمل کرد.

## داوران
| کنفدراسیون | داوران        | کمک داوران                           |
| ---------- | ------------- | ------------------------------------ |
| ای‌اف‌سی     | متیو بریز     | جیسون پاور بنجامین ویلسون            |
| ای‌اف‌سی     | روشن ایرماتوف | رافائل ایلیاسوف عبدالخامدالله رسولوف |
| کاف        | کوفی کاجیا    | الکسیس فاسینو دیسایر گاهونگو         |
| کونکاکاف   | بنیتو آرچندیا | ماروین تورنترا هکتور ورگارا          |
| کونمبول    | کارلوس سیمون  | روبرتو براتز آلتمیر هاوسمان          |
| اواف‌سی     | پیتر اولری    | برنت بست متیو تارو                   |
| یوفا       | روبرتو روزتی  | استفانو ایرولدی کریستیانو کوپلی      |

## مسابقات
قرعه کشی رسمی در ۱۲ نوامبر ۲۰۰۹ در ابوظبی برگزار شد تا سه تیمی که مسابقات را در مرحله یک چهارم نهایی آغاز می‌کنند، با حریف خود روبرو شوند.
|  | پلی آف                      | پلی آف                      |                             |             | یک‌چهارم نهایی               | یک‌چهارم نهایی               |         |         | نیمه نهایی | نیمه نهایی |  |  | فینال                       | فینال                       |
|  | ۹ دسامبر – ابوظبی (م.ب.ز.)  |                             |                             |             |                             |                             |         |         |            |            |  |  |                             |                             |
|  | الاهلی                      | ۰                           |                             |             | ۱۲ دسامبر – ابوظبی (ش.و.ز.) | ۱۲ دسامبر – ابوظبی (ش.و.ز.) |         |         |            |            |  |  |                             |                             |
|  | الاهلی                      | ۰                           |                             |             | ۱۲ دسامبر – ابوظبی (ش.و.ز.) | ۱۲ دسامبر – ابوظبی (ش.و.ز.) |         |         |            |            |  |  |                             |                             |
|  | اوکلند سیتی                 | ۲                           |                             |             | اوکلند سیتی                 | ۰                           |         |         |            |            |  |  |                             |                             |
|  | اوکلند سیتی                 | ۲                           | ۱۶ دسامبر – ابوظبی (ش.و.ز.) |             | اوکلند سیتی                 | ۰                           |         |         |            |            |  |  |                             |                             |
|  |                             |                             |                             |             | آتلانتی                     | ۳                           |         |         |            |            |  |  |                             |                             |
|  | آتلانتی                     | ۱                           |                             |             | آتلانتی                     | ۳                           |         |         |            |            |  |  |                             |                             |
|  | آتلانتی                     | ۱                           |                             |             |                             |                             |         |         |            |            |  |  |                             |                             |
|  |                             |                             | بارسلونا                    | ۳           |                             |                             |         |         |            |            |  |  |                             |                             |
|  |                             |                             | بارسلونا                    | ۳           |                             |                             |         |         |            |            |  |  |                             |                             |
|  |                             |                             | ۱۹ دسامبر – ابوظبی (ش.و.ز.) |             |                             |                             |         |         |            |            |  |  |                             |                             |
|  |                             |                             |                             |             |                             |                             |         |         |            |            |  |  |                             |                             |
|  | بارسلونا (و.ا.)             | ۲                           |                             |             |                             |                             |         |         |            |            |  |  |                             |                             |
|  | بارسلونا (و.ا.)             | ۲                           | ۱۱ دسامبر – ابوظبی (م.ب.ز.) |             |                             |                             |         |         |            |            |  |  |                             |                             |
|  |                             | استودیانتس                  | ۱                           |             |                             |                             |         |         |            |            |  |  |                             |                             |
|  |                             |                             | ۱                           | تی‌پی مازمبه | ۱                           |                             |         |         |            |            |  |  |                             |                             |
|  | ۱۵ دسامبر – ابوظبی (م.ب.ز.) |                             |                             | تی‌پی مازمبه | ۱                           |                             |         |         |            |            |  |  |                             |                             |
|  |                             | پوهانگ استیلرز              | ۲                           |             |                             |                             |         |         |            |            |  |  |                             |                             |
|  | پوهانگ استیلرز              | پوهانگ استیلرز              | ۲                           | ۱           |                             |                             |         |         |            |            |  |  |                             |                             |
|  | پوهانگ استیلرز              | مقام پنجم                   | مقام پنجم                   | ۱           |                             |                             | رده‌بندی | رده‌بندی |            |            |  |  |                             |                             |
|  |                             | مقام پنجم                   | مقام پنجم                   |             | استودیانتس                  | ۲                           | رده‌بندی | رده‌بندی |            |            |  |  |                             |                             |
|  | اوکلند سیتی                 | ۳                           | آتلانتی                     | ۱ (۳)       | استودیانتس                  | ۲                           |         |         |            |            |  |  |                             |                             |
|  | اوکلند سیتی                 | ۳                           | آتلانتی                     | ۱ (۳)       |                             |                             |         |         |            |            |  |  |                             |                             |
|  | تی‌پی مازمبه                 | ۲                           | پوهانگ استیلرز (پ)          | ۱ (۴)       |                             |                             |         |         |            |            |  |  |                             |                             |
|  | تی‌پی مازمبه                 | ۲                           | پوهانگ استیلرز (پ)          | ۱ (۴)       |                             |                             |         |         |            |            |  |  |                             |                             |
|  | ۱۶ دسامبر – ابوظبی (ش.و.ز.) | ۱۶ دسامبر – ابوظبی (ش.و.ز.) |                             |             |                             |                             |         |         |            |            |  |  | ۱۹ دسامبر – ابوظبی (ش.و.ز.) | ۱۹ دسامبر – ابوظبی (ش.و.ز.) |

تمامی زمان‌ها محلی هستند، (جی‌اس‌تی).

### پلی آف برای یک‌چهارم نهایی
| الاهلی | ۰–۲   | اوکلند سیتی              |
| ------ | ----- | ------------------------ |
|        | گزارش | دیکینسون ۴۵' · کومبس ۶۷' |

### یک‌چهارم نهایی
| تی‌پی مازمبه | ۱–۲   | پوهانگ استیلرز   |
| ----------- | ----- | ---------------- |
| بدی ۲۸'     | گزارش | دنیلسون ۵۰'، ۷۸' |

| اوکلند سیتی | ۰–۳   | آتلانتی                               |
| ----------- | ----- | ------------------------------------- |
|             | گزارش | آرئولا ۳۶' · برمودز ۶۹' · سیلوا ۹۰+۱' |

### نیمه نهایی
| پوهانگ استیلرز | ۱–۲   | استودیانتس       |
| -------------- | ----- | ---------------- |
| دنیلسون ۷۱'    | گزارش | بنیتز ۴۵+۲'، ۵۳' |

| آتلانتی  | ۱–۳   | بارسلونا                        |
| -------- | ----- | ------------------------------- |
| روخاس ۵' | گزارش | بوسکتس ۳۵' · مسی ۵۵' · پدرو ۶۷' |

### مسابقه مقام پنجم
| تی‌پی مازمبه                | ۲–۳   | اوکلند سیتی                    |
| -------------------------- | ----- | ------------------------------ |
| کاسونگو ۶۰' · کاسوسولا ۶۷' | گزارش | هین ۲۹'، ۷۲' · فن استیدن ۹۰+۴' |

### رده بندی
| پوهانگ استیلرز                                                       | ۱–۱   | آتلانتی                                    |
| -------------------------------------------------------------------- | ----- | ------------------------------------------ |
| دنیلسون ۴۲'                                                          | گزارش | مارکوئز ۴۶'                                |
| ضربات پنالتی                                                         |       |                                            |
| نو بیونگ-جون · دنیلسون · شین هیونگ-مین · پارک هی-چول · کیم هیونگ ایل | ۴–۳   | سولاری · مارکوئز · پیرالتا · سیلوا · ویلار |

### فینال
| استودیانتس | ۱–۲ (و.ا.) | بارسلونا            |
| ---------- | ---------- | ------------------- |
| بوسلی ۳۷'  | گزارش      | پدرو ۸۹' · مسی ۱۱۰' |

## قهرمان
| قهرمان جام باشگاه‌های جهان ۲۰۰۹ |
| ------------------------------ |
| بارسلونا                       |
| اولین قهرمانی                  |

## گلزنان

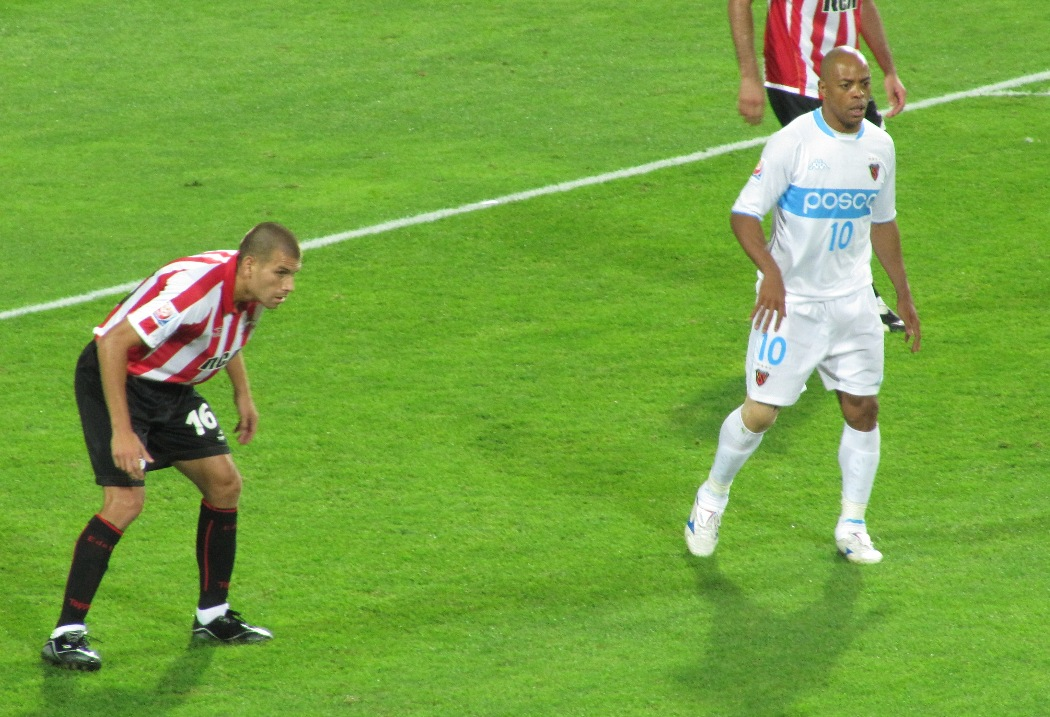
دنیلسون از پوهانگ استیلرز (سمت راست) در برابر استودیانتس

| رتبه | بازیکن              | تیم            | گل‌ها |
| ---- | ------------------- | -------------- | ---- |
| ۱    | دنیلسون             | پوهانگ استیلرز | ۴    |
| ۲    | لئاندرو بنیتز       | استودیانتس     | ۲    |
| ۲    | جیسون هین           | اوکلند سیتی    | ۲    |
| ۲    | لیونل مسی           | بارسلونا       | ۲    |
| ۲    | پدرو                | بارسلونا       | ۲    |
| ۶    | دنیل آرئولا         | آتلانتی        | ۱    |
| ۶    | امبنزا بدی          | تی‌پی مازمبه    | ۱    |
| ۶    | کریستین برمودز      | آتلانتی        | ۱    |
| ۶    | مائورو بوسلی        | استودیانتس     | ۱    |
| ۶    | چاد کومبس           | اوکلند سیتی    | ۱    |
| ۶    | آدام دیکینسون       | اوکلند سیتی    | ۱    |
| ۶    | انگاندو کاسونگو     | تی‌پی مازمبه    | ۱    |
| ۶    | جئان کاسوسولا       | تی‌پی مازمبه    | ۱    |
| ۶    | رافائل مارکوئز لوگا | آتلانتی        | ۱    |
| ۶    | گیلرمو روخاس        | آتلانتی        | ۱    |
| ۶    | سرخیو بوسکتس        | بارسلونا       | ۱    |
| ۶    | لوکاس سیلوا         | آتلانتی        | ۱    |
| ۶    | ریکی فن استیدن      | اوکلند سیتی    | ۱    |

## درآمد
- قهرمان: ۵ میلیون دلار
- نایب قهرمان: ۴ میلیون دلار
- رتبه سوم: ۲.۵ میلیون دلار
- رتبه چهارم: ۲ میلیون دلار
- رتبه پنجم: ۱.۵ میلیون دلار
- رتبه ششم: ۱ میلیون دلار
- رتبه هفتم: ۰.۵ میلیون دلار
- مجموعا: ۱۶.۵ میلیون دلار

## جوایز
| توپ طلای آدیداس جایزه تویوتا | توپ نقره آدیداس                | توپ برنز آدیداس |
| ---------------------------- | ------------------------------ | --------------- |
| لیونل مسی (بارسلونا)         | خوان سباستین ورون (استودیانتس) | ژاوی (بارسلونا) |
| جایزه بازی جوانمردانه        |                                |                 |
| آتلانتی                      |                                |                 |